# Hing Tong
Hing Tong (ur. 16 lutego 1922 w Kantonie, zm. 4 marca 2007) – amerykański matematyk chińskiego pochodzenia. Udowodnł twierdzenie nazywane dziś twierdzeniem Katětova-Tonga. 
Zajmował się głównie topologią algebraiczną. Po przejściu na emeryturę w 1984 pozostał aktywny naukowo, zajmując się fizyką teoretyczną.